# Hamlet (film, 1996)
Hamlet är en film av Kenneth Branagh från 1996 och i huvudrollerna finns bland annat Kate Winslet och Kenneth Branagh själv. Manuset är baserat på pjäsen med samma namn som är skriven av William Shakespeare.

## Rollista
| Kenneth Branagh  | – Hamlet, prins av Danmark                     |
| Derek Jacobi     | – Claudius, kung av Danmark (Hamlets farbror)  |
| Julie Christie   | – Gertrude, drottning av Danmark (Hamlets mor) |
| Richard Briers   | – Polonius, kammarherre                        |
| Kate Winslet     | – Ofelia, Polonius dotter                      |
| Nicholas Farrell | – Horatio, Hamlets vän                         |
| Michael Maloney  | – Laertes, Polonius son                        |
| Rufus Sewell     | – Fortinbras, prins av Norge                   |
| Robin Williams   | – Osric, hovman                                |
| Gérard Depardieu | – Reynaldo                                     |
| Timothy Spall    | – Rosenkrants                                  |
| Reece Dinsdale   | – Gyllenstjerna                                |